# Jeanne de Hochberg
Jeanne de Hochberg, född 1485, död 1543, var regerande grevinna av Neuchâtel 1503–1512 och 1529-1543. 